# Martina Bescós García
Martina Bescós García (Zaragoza, 9 de abril de 1912-16 de abril de 2008) fue la primera cardióloga española, miembro fundador de la Sociedad Española de Cardiología de la que fue nombrada miembro de honor en 1985  y de la Sociedad Aragonesa de Cardiología.

## Biografía
Hija de un médico de la capital zaragozana, terminó el bachillerato en 1926. Pudo acceder a la educación superior gracias al decreto del 8 de marzo de 1910 que permitió el acceso de las mujeres a la universidad. Pasó la licenciatura en medicina en 1933 y el doctorado en 1934, con la calificación de Sobresaliente y Premio Extraordinario. 
Compaginó su formación con su gusto por la naturaleza y en 1929 participó en la fundación de las Guías Scouts de Zaragoza.
En la Facultad de Medicina, compartió pupitre con otras cinco mujeres. Como alumna aventajada, llegó a ser jefa de prácticas en varias materias. En los últimos cursos de carrera comenzó su amplia especialización y realizó varios cursos durante los veranos en la Casa de Salud de Valdecilla (Santander), un instituto para posgraduados, y, aprovechando sus estancias para perfeccionar la lengua inglesa y francesa en Londres y Tours, visitó hospitales clínicos. En 1933 obtuvo una beca de la Junta para la Ampliación de Estudios que le permitió trabajar durante un año en el Kaiserin Elisabeth Spital de la Universidad de Viena con el profesor Falta sobre la “Influencia de las secreciones en la resistencia del organismo contra agentes infecciosos”, científico que también dirigió su tesis doctoral sobre “Administración de grandes dosis de galactosa en estados normales y patológicos”, leída en la Universidad Central en junio de 1934. Ya doctora y habiendo aprobado las oposiciones de Médico de la Marina Civil y de Inspector Provincial de Sanidad, solicitó otra beca para trabajar con los profesores Schönheimer y Sperry en el Departamento de Química Biológica de la Universidad de Columbia en Nueva York 66, pero la guerra civil española impidió este desplazamiento. 
Se formó con el doctor Royo Villanova en la cátedra de Patología Médica de la Universidad de Zaragoza, con el doctor Lamelas en el Hospital de Valdecilla y con el doctor Jiménez Díaz en el Hospital San Carlos de Madrid. En este hospital fue nombrada Jefa de consultas de Patología, trabajo que compaginaba con su investigación en el Instituto de Investigaciones Médicas, hasta 1937.
De vuelta a Zaragoza a causa de la contienda civil, trabajó en varias clínicas, entre ellas, en la del doctor Lorenzo López Buera, especialista en pulmón y corazón, con quien contrajo matrimonio. Posteriormente se incorporó al Hospital Clínico de esta Universidad, en la que desempeñó su actividad investigadora y docente hasta su jubilación en 1982, primero en la cátedra de Patología General y desde 1968 fue profesora Ayudante de clases prácticas de Cardiología y Jefa de la Sección de Arritmias y Electrofisiología. A sus tareas profesionales se añaden sus ocupaciones familiares, madre de seis hijos, tempranamente viuda, y su compromiso social con los más desfavorecidos en lejanos hospitales de África Central. Desempeñó su actividad investigadora y docente en el Hospital Clínico hasta su jubilación en 1982 como Jefa de Sección de Arritmias y Electrofisiología y profesora ayudante de clases prácticas de Cardiología.